# 722063 Andrasz
722063 Andrasz è un asteroide della fascia principale interna. Scoperto nel 2013, presenta un'orbita caratterizzata da un semiasse maggiore pari a 2,353772 UA e da un'eccentricità di 0,128117, inclinata di 5,024345° rispetto all'eclittica.
È dedicato al gesuita polacco Józef Andrasz.